# 日本デザイン学会
日本デザイン学会（にほんでざいんがっかい、英名：JAPANESE SOCIETY FOR THE SCIENCE OF DESIGN）は、デザインに関する学術的研究の進歩発展に寄与することを目的とした学会。日本学術会議協力学術研究団体であり、国際デザイン学会連合(英名：International Association of Societies of Design Research)の中核学会でもある。略称はJSSD。

## 概要
会員相互の協力によってデザインに関する学術的研究の進歩発展に寄与することを目的とし、第1回総会を開催した1954年3月22日が設立日。国内での研究発表大会や会員相互の研究交流を促進する研究部会活動、国際的な学会の運営に参画し、デザインを基軸にした社会と文化の健全な発展を目指している。近年では大学生や大学院生、企業デザイナーらの入会の他、東南アジアを中心とした海外からの入会も増えている。

## 組織

### 運営
一般社団法人 日本デザイン学会
事務局：東京都杉並区西荻北3-21-15 ベルフォート西荻 703
会長1名・副会長2名・監事のほか、各支部と各種委員会を設置している。

### 支部
全国を5つの地区に分け、各支部ごとに活動を行っている。
- 第1支部 (北海道・東北地区)
- 第2支部 (関東地区)
- 第3支部 (北陸・中部地区)
- 第4支部 (近畿・中国・四国地区)
- 第1支部 (九州・沖縄地区)

### 研究部会
テーマごとに研究部会を設置し、研究活動や部会誌の発行等を行っている。
- 用語部会
- 教育部会
- メディア＆デザイン部会（M&D）
- デザインサーベイ部会（DS）
- 家具・木工部会
- プロダクトデザイン部会（PD）
- 環境デザイン部会（ED）
- デザイン史部会
- デザイン科学研究部会
- ファッションデザイン部会
- 情報デザイン研究部会（InfoD）
- 創造性研究部会
- タイポグラフィ部会
- サービスイノベーションデザイン研究部会（SID）
- バイオメディカルデザイン研究部会
- プロモーションデザイン研究部会
- 子どものためのデザイン部会
- タイムアクシスデザイン研究部会
- 農業デザイン部会
- アジアデザイン研究部会

### 会員
- 正会員
- 学生会員
- 賛助会員
- 年間購読会員

## 活動

### シンポジウム

#### 春季研究発表大会
毎年春に開催される研究発表大会。口頭発表とポスター発表のほか、オーガナイズドセッションなどが開催される。

#### 秋季研究発表大会
毎年秋に開催される特定テーマに基づくシンポジウム形式の大会。

このほか1996年より国際シンポジウムを開催している。

### 刊行物
- 論文集「デザイン学研究」…年4回刊行、原著論文の和文誌
- 論文集「Journal of the Science of Design」…年2回刊行、原著論文の英文誌
- 作品集「デザイン学研究作品集」…年1回刊行、デザイン領域にかかわる作品を掲載
- 特集号「デザイン学研究特集号」…年1回刊行、特定のテーマを定めた学術的研究集
- 大会概要集「デザイン学研究 研究発表大会概要集」…年1回刊行、研究発表大会における発表の概要集

これらの論文集と大会概要集のコンテンツは、会員資格の有無を問わず無償で閲覧が可能